# 莱尔陨石坑
莱尔陨石坑（Lyell）是位于月球正面位于睡沼西部的一座撞击坑，其名称取自英国科学家，现代地质学奠基人查尔斯·莱尔（1797年-1875年），1935年被国际天文学联合会批准接受。

## 描述

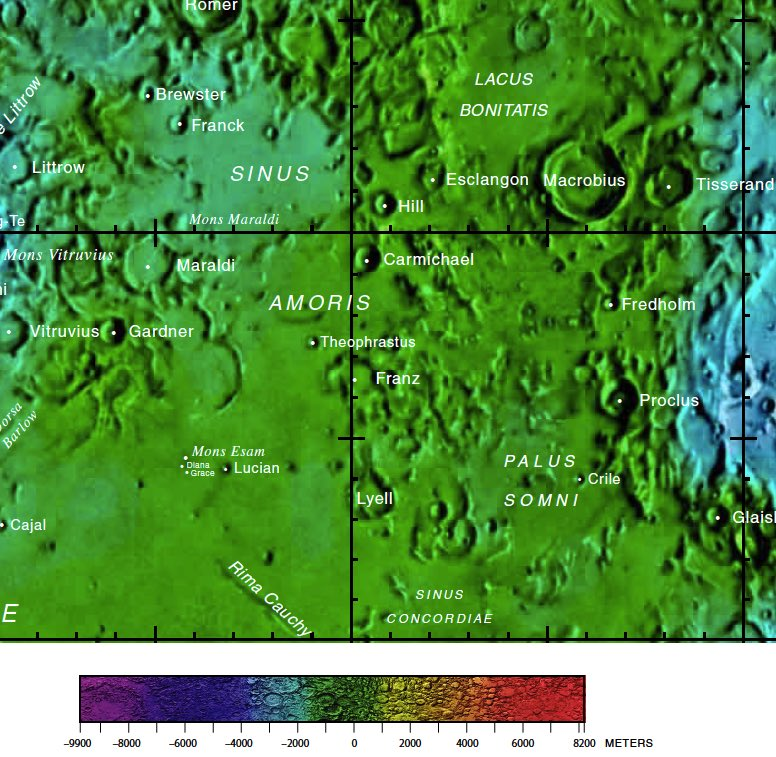
莱尔陨石坑的周边，月球正面区域详图。

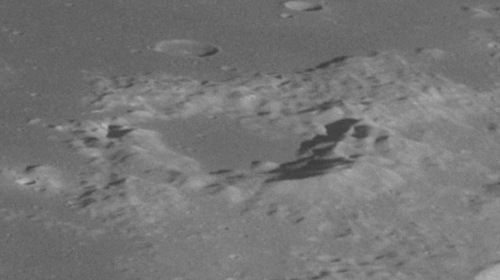
阿波罗11号拍摄的斜视图

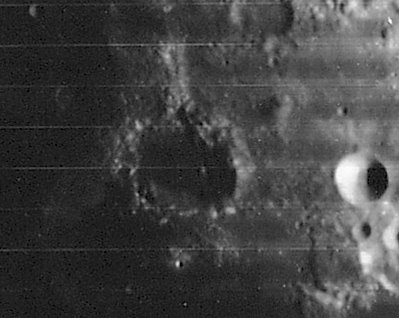
月球轨道器4号拍摄的图像

该陨坑西、北、东三面分别毗邻琉善陨石坑、弗朗茨陨石坑和更小的克赖尔陨石坑、东南及西南偏南分别毗邻废墟般的达·芬奇陨石坑和醒目的柯西陨石坑。莱尔陨石坑的西面是广袤的静海，北面和东南分别坐落了爱湾和和谐湾，而修长的柯西月溪则横亘在它的西南。
该陨坑中心月面坐标为13°38′N 40°34′E / 13.63°N 40.56°E，直径31.17公里，深约2.03公里。
莱尔陨石坑外观极不规则，几乎已被后续的撞击完全损毁，其坑壁现形同一系列参差崎岖的山脊，其中东侧坑壁最宽厚，保存也相对最完整，但沿西侧壁分布有多处破裂的峪口，将坑底与西面的月海连成一体。该陨坑残壁最大高出周边地形930米，内部容积约672立方千米。坑底表面已被熔岩淹没、抚平，没有其它醒目的结构。坑底中部反照率较周边地形更低，类似于所靠近的幽暗月海表面。

## 卫星陨石坑
按惯例，最靠近莱尔陨石坑的卫星坑将在月图上以字母标注在它的中心点旁边。

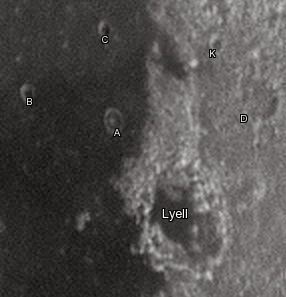
卫星坑图

| 莱尔 | 纬度    | 经度    | 直径    |
| ---- | ------- | ------- | ------- |
| A    | 14.3° N | 39.6° E | 7 公里  |
| B    | 14.4° N | 38.4° E | 5 公里  |
| C    | 15.2° N | 39.4° E | 5 公里  |
| D    | 14.7° N | 41.5° E | 18 公里 |
| K    | 15.3° N | 40.9° E | 5 公里  |

## 另请参阅
- Andersson, L. E.; Whitaker, E. A. . NASA RP-1097. 1982.
- Blue, Jennifer. . USGS. July 25, 2007  [2007-08-05]. （原始内容存档于2018-12-25）.
- Bussey, B.; Spudis, P. . New York: Cambridge University Press. 2004. ISBN 978-0-521-81528-4.
- Cocks, Elijah E.; Cocks, Josiah C. . Tudor Publishers. 1995. ISBN 978-0-936389-27-1.
- McDowell, Jonathan. . Jonathan's Space Report. July 15, 2007  [2007-10-24]. （原始内容存档于2018-12-25）.
- Menzel, D. H.; Minnaert, M.; Levin, B.; Dollfus, A.; Bell, B. . Space Science Reviews. 1971, 12 (2): 136–186. Bibcode:1971SSRv...12..136M. doi:10.1007/BF00171763.
- Moore, Patrick. . Sterling Publishing Co. 2001. ISBN 978-0-304-35469-6.
- Price, Fred W. . Cambridge University Press. 1988. ISBN 978-0-521-33500-3.
- Rükl, Antonín. . Kalmbach Books. 1990. ISBN 978-0-913135-17-4.
- Webb, Rev. T. W.  6th revised. Dover. 1962. ISBN 978-0-486-20917-3.
- Whitaker, Ewen A. . Cambridge University Press. 1999. ISBN 978-0-521-62248-6.
- Wlasuk, Peter T. . Springer. 2000. ISBN 978-1-85233-193-1.